# Луи-Ернест Бариа
Луи-Ернест Бариа (на френски: Louis-Ernest Barrias) е френски скулптор.

## Биография
Бариа е роден на 13 април 1841 г. в Париж, Франция. Произхожда от семейство на творци, баща му е художник върху порцелан, а по-големият му брат е художник пейзажист. Бариа се ориентира скоро към скулптурата, като през 1865 г. е награден с Римската премия. Неговата работа там е оценена високо, но пълното си признание той получава през 1871 г. със скулптурата си „Клетвата на Спартак“ (Младия Спартак се заклева пред умиращия си баща).
Луи-Ернест Бариа умира на 4 февруари 1905 г. в Париж.

## Галерия
- Произведения на Луи-Ернест Бариа
- Анри Реньо (1871). Париж, Музей Орсе
- „Защитата на Париж“. Париж, Дефанс
- „Клетвата на Спартак“ (1874). Париж, Градина Тюйлери
- Гроб на Томас Кутюр, (1879). Париж, гробище Пер Лашез
- „Първото погребение“ (Les premières Funérailles) (1883)
- „Ловецът на алигатори“ (1894). Париж, Музей Орсе
- „Природата се разкрива пред науката“ (1899). Париж, Музей Орсе
- Die Aufklärung (La Reconnaissance) (1900). Mülhausen, Textilmuseum
- Паметник на Виктор Юго (1902). Musée des Beaux-Arts (Лион)